# Abd al-Wasi Djabali
Abd al-Wasi Djabali ben Abd al-Djami (mort el 1160), fou un poeta persa, nascut al Ghardjistan, panegirista del soldà seljúcida Sandjar, a la cort del qual va restar els catorze darrers anys de la seva vida.
Abans havia servit al soldà Bahram Shah de la dinastia dels gaznèvides durant quatre anys.